# 6078 Burt
6078 Burt (1980 TC5) là một tiểu hành tinh vành đai chính được phát hiện ngày 10 tháng 10 năm 1980 bởi Shoemaker, C. S. ở Palomar.